# István Sárkőzy
István Sárkőzy (Pesterzsébet (District XX van Boedapest), 26 november 1920 – Boedapest, 6 juli 2002) was een Hongaars componist en muziekpedagoog.

## Levensloop
Sárkőzy studeerde aan de Franz Liszt Muziekacademie te Boedapest onder andere bij Zoltán Kodály, Ferenc Farkas en János Viski. Hij is afgestudeerd in 1947. In 1952 en 1953 won hij de Ferenc Erkel-prijs en in het laatste jaar kreeg hij ook de VIT-prijs.
Hij is sinds 1959 docent aan zijn Alma Mater, de Franz Liszt Muziekacademie te Boedapest.
In Hongarije had hij vooral succes met zijn koor- en vocale werken.

## Composities

### Werken voor orkest
- 1962—1963 Klarinétszimfónia, voor klarinet en orkest
  1. Meditation: Moderato e poco rubato
  2. Agitato, ma molto giusto
  3. Lento e rubato
  4. Grave
  5. Vivace
- 1963 Concerto semplice (Ricordanze II), voor viool en orkest
  1. Preludio (ad libitum) per violino solo: Ritenuto e poco rubato
  2. Molto ritmico
  3. Adagio sostenuto
  4. Mosso
- 1969 Concerto Grosso,
  1. Preludio. Moderato e giusto
  2. Adagio
  3. Fuga. Vivace
- 1977-1979 Confessioni, voor piano en orkest
- Simphonia Concertante

### Werken voor harmonieorkest
- 1953 A la jeunesse

### Vocale muziek
- 1953 Repülj madár, repülj..., voor zangstem, piano en slagwerk
- 1953 Túl a vizen egy kosár, voor zangstem, piano en slagwerk
- 1977 Ballada és három dal, voor zangstem en piano - tekst: András Mezei
  1. Pásztorballada
  2. Eretnek
  3. Viszi...
  4. Varázsolás
- 1980 Sok gondom közt 1, zang-cyclus voor zang en piano - tekst: Attila József
  1. Sok gondom közt
  2. Mégis elveszem
  3. Fiatal asszonyok éneke
  4. Ringató
  5. Dalocska
  6. Tedd a kezed
  7. Gyöngy
  8. A szeretők hallgatva megálltak
  9. Pöttyös
  10. Áldalak búval, vigalommal
- 1980 Sok gondom közt 2, zang-cyclus voor zang en piano - tekst: Attila József
  1. Könnyű emlékek
  2. Zúgó, fehér
  3. Szaggatlak, mint a fergeteg
  4. A világ, ha elbújdostat
  5. A kínhoz
  6. Rejtelmek
  7. Dúdoló
  8. Chant de prolétaire
  9. A fán a levelek
  10. Bíztató
  11. Óh szív! nyugodj!
  12. Kiáltozás
- Love of the bird, voor sopraan en piano - tekst: William Blake "The birds", uit Life, Volume II
- Shepherd's Ballad, voor sopraan en piano
- Three Songs, voor sopraan en piano

### Kamermuziek
- 1967 Ciaccona Szólógordonkára - Ciaccona per Violoncello
- 1980 Vonósnégyes (Ricordanze III), voor strijkkwartet
- Lassú és friss

### Werken voor piano
- 1956 Kamaraszonáta, voor piano vierhandig

### Filmmuziek
- 1951 Gyarmat a föld alatt
- 1959 Ház a sziklák alatt (ook bekend onder de Engelse titel: The House Under the Rocks)
- 1964 Az Idegen ember (tv)
- 1965 A Tizedes meg a többiek (ook bekend onder de Engelse titel: The Corporal and Others)
- 1966 Itt járt Mátyás Király

## Publicaties
- Concerto grosso, Magyar Zene. 13 (1972), S. 187-190.